# 권성희
권성희(1954년 3월 10일 ~ )는 대한민국의 가수이다.
현재 거주지는 경기도 고양시이다.

## 학력
- 동덕여자대학교 음악대학 성악학과 졸업

## 경력
- 국민건강보험공단 홍보대사
- 2009년 한국연예인협회 한마음회 회장

## 수상
- 2012년 제20회 대한민국문화연예대상 연예부문 공로상

## 데뷔
- 1978년 노래 '나성에 가면'

## 음반
- 1978년 세샘트리오 1집 - 나성에 가면
- 1980년 내 마음 나도 몰라
- 1981년 세샘트리오 2집 - 오해야 오해/영원한 사랑
- 1982년 권성희 첫앨범
- 1986년 사랑은 후회없이 / 이별전야
- 1989년 추억하나 / 멀리있기
- 1996년 부엌에서 로마까지
- 2003년 그 사람은 가고
- 2006년 허상 / 그 사람은 가고
- 2007년 하이난 사랑 / 사랑의 스타트